# Periclimeno (argonauta)
Periclimeno (in greco Περικλύμενος?) è un personaggio della letteratura greca antica.
Compare nelle Argonautiche di Apollonio Rodio, come partecipe della spedizione argonautica alla ricerca del vello d'oro.

## Nella mitologia
Periclimeno, figlio di Neleo e di Clori, aveva ricevuto da Poseidone la capacità di assumere la forma di qualsiasi animale.
Quando Eracle devastò Pilo, Periclimeno si trasformò in un'ape, in una formica, in una mosca, in un montone, in un serpente ed infine in un'aquila per sfuggire alla sua ira, ma lui lo colpì con una freccia e lo uccise.
Secondo Pausania tra i suoi discendenti ci sono Ergino e Pentilo.